# 7560 Spudis
7560 Spudis è un asteroide della fascia principale. Scoperto nel 1986, presenta un'orbita caratterizzata da un semiasse maggiore pari a 1,9549409 UA e da un'eccentricità di 0,1046864, inclinata di 16,86061° rispetto all'eclittica.